# Jan Němec
Jan Němec (12. července 1936 Praha – 18. března 2016 Praha) byl český filmový režisér, producent a vysokoškolský pedagog.

## Život
Patřil k představitelům tzv. české nové vlny v kinematografii. V roce 1966 jej postihl zákaz točit filmy, ale mohl pracovat v televizi a byl jedním z prvních českých režisérů hudebních klipů. Definitivní zákaz tvorby ho postihl po invazi armád Varšavské smlouvy do Československa v roce 1968. V roce 1974 byl pod nátlakem donucen opustit zemi a v exilu pobýval ve Francii, Německu, Velké Británii, Švédsku a USA.
V prosinci 1989 se vrátil zpět do vlasti a k filmové tvorbě ve vlastní společnosti Jan Němec – Film (zal. 1993). Působil jako vysokoškolský pedagog na Katedře dokumentární režie (1996–1998) a na Katedře hrané režie pražské FAMU (od roku 1999), ve školním roce 2012–2013 byl vedoucím Katedry režie FAMU. Zemřel v březnu 2016.

## Ocenění
- V říjnu 2002 Medaile Za zásluhy II. stupně v oblasti kultury udělená prezidentem republiky Václavem Havlem. Přesto se v říjnu 2014 rozhodl toto ocenění vrátit jako protest proti výběru osobností vyznamenaných prezidentem Zemanem.[2]
- 1964 Velká cena města Mannheimu (film Démanty noci)
- 1966 cena filmové kritiky na MFF v Bergamu
- 1969 vyhlášen za nejlepšího světového režiséra roku 1969 (odborný angl. časopis Film and Filming)
- 2005 Český lev za dlouholetý umělecký přínos českému filmu
- 2006 Křišťálový globus MFF Karlovy Vary za dlouholetý umělecký přínos světové kinematografii
- 27. října 2011 Cena Ministerstva kultury ČR za přínos v oblasti kinematografie a audiovize[3]

## Režijní filmografie

### Hrané filmy
- 1960 Sousto (FAMU, absolventský film)
- 1964 Démanty noci (podle literární předlohy Arnošta Lustiga, oceněn Velkou cenou města Mannheimu)
- 1965 Podvodníci (10minutový díl povídkového filmu Perličky na dně podle předlohy Bohumila Hrabala)
- 1966 Mučedníci lásky (scénář: Ester Krumbachová)
- 1966 O slavnosti a hostech (scénář: Ester Krumbachová)
- 1990 V žáru královské lásky
- 1996 Jméno kódu: Rubín
- 2004 Krajina mého srdce (experimentální film)
- 2005 Toyen
- 2009 Holka Ferrari Dino
- 2010 Heart Beat 3D (první český 3D film, natočený podle předlohy Václava Havla)
- 2016 Vlk z Královských Vinohrad

### Hudební filmy
- 1969 Proudy lásku odnesou (20minutový medailon Marty Kubišové)
- 1993 Stalo se na podzim (TV film, JNF, ČT, Marta Kubišová)

### Dokumentární filmy
- 1968 Oratorium pro Prahu
- 1968 Strahovské události
- 1988 Mír podle Mnichovské dohody  (TV film)
- 2013 Můj proces s TGM (TV, ČT, 1 díl z cyklu Celnice)

## Herecká filmografie

### Herecká filmografie: hrané filmy
- 1959 Vstup zakázán (FSB)
- 1970 Vražda ing. Čerta (FSB)
- 1988 Nesnesitelná lehkost bytí
- 1991 Corpus delicti
- 1998 Poslední večeře dámy (FAMU, studentský)
- 2000 Po cestě pustým lesem (TV, ČT)
- 2004 Krajina mého srdce
- 2006 Hranice (FAMU, studentský)
- 2009 Holka Ferrari Dino

### Herecká filmografie: dokumentární filmy
- 1966 Anlaß zum Sprechen – FAMU Prag
- 1969 Zvukový film o FAMU
- 1998 V centru filmu – v teple domova (TV, ČT)
- 1998 Eigentlich ist nichts geschehen – Der Film des Prager Frühlings (TV, Transfer Film & TV GmbH)
- 2000 Bohemia docta aneb Labyrint světa a lusthauz srdce (Božská komedie)
- 2000 Archiv FAMU
- 2000 Sametová kocovina
- 2002 Kdo bude hlídat hlídače? Dalibor aneb Klíč k chaloupce strýčka Toma
- 2005 Pátrání po Ester (TV, ČT)
- 2009 Zlatá šedesátá (TV, ČT)
- 2010 25 ze šedesátých aneb Československá nová vlna (TV, ČT)
- 2014 Bohumil Hrabal „Takže se stalo, že…“

## Osobní život
Jeho první ženou byla v 60. letech výtvarnice Ester Krumbachová, se kterou po dobu jejich vztahu současně spolupracoval na několika filmech. V roce 1969 se oženil se zpěvačkou Martou Kubišovou, rozvedli se v roce 1973. Třetí ženou Jana Němce byla Veronika Baumanová. Naposledy se oženil v dubnu 2003 s dlouholetou spolupracovnicí a přítelkyní Ivou Ruszelákovou, v květnu 2003 se jim narodila dcera Arleta Němcová.
Vzdáleným bratrancem Václav Havel.